# 安东宁·沃迪奇卡
安东宁·沃迪奇卡（捷克語：Antonín Vodička，1907年3月1日—1975年8月9日），捷克男子足球运动员，司职中场。他曾代表捷克斯洛伐克国家队参加1934年国际足联世界杯，结果队伍获得亚军。